# Тано-Юг
Тано-Юг (англ. Tano-South) — нефтегазовое месторождение в Гане, которое находится в акватории Гвинейного залива. Открыто в 1978 года. Тано-Юг относится к лицензионному блоку Шаллоу-Уотер-Тано (Shallow Water Tano).
Нефтеносность связана с отложениями мелового возраста. Начальные запасы нефти составляют 20 млн тонн.
Оператором Шаллоу-Уотер-Тано является американская нефтяная компания Tullow Oil (31,5 %). Другими участники проекта являются InterOil Exploration and Production (31,75 %), Al Thani Ghana (22 %), Sabre Oil & Gas (4,5 %) и государственной Ghana National Petroleum Corp. (10 %).